# Polycyrtus macer
Polycyrtus macer là một loài tò vò trong họ Ichneumonidae.